# Peter Mueller
Peter Alan Mueller (ur. 27 lipca 1954 w Madison) – amerykański łyżwiarz szybki, złoty medalista olimpijski oraz dwukrotny medalista mistrzostw świata.

## Kariera
Specjalizował się w dystansach sprinterskich. Największy sukces w karierze osiągnął w 1976 roku, kiedy podczas igrzysk olimpijskich w Innsbrucku zwyciężył w biegu na 1000 m. W zawodach tych wyprzedził bezpośrednio Norwega Jørna Didriksena oraz Walerija Muratowa z ZSRR. Na tych samych igrzyskach był też piąty w biegu na 500 m. Piąte miejsce, tym razem na dystansie 1000 m, zajął również podczas igrzysk olimpijskich w Lake Placid. W 1976 roku wywalczył brązowy medal na mistrzostwach świata w wieloboju sprinterskim w Berlinie, ulegając Szwedowi Johanowi Granathowi i swemu rodakowi, Danowi Immerfallowi. W tej samej konkurencji zdobył srebro podczas mistrzostw świata w Alkmaar w 1977 roku. Lepszy okazał się kolejny Amerykanin, Eric Heiden. Był też czwarty na mistrzostwach świata w Inzell w 1979 roku, gdzie w walce o medal lepszy był Frode Rønning z Norwegii.
Odnosił też sukcesy jako szkoleniowiec. Był trenerem m.in. Bonnie Blair, Dana Jansena czy Jana Bosa. Od 2003 roku był trenerem reprezentacji Norwegii. Został zwolniony ze stanowiska 23 listopada 2009 roku, pod zarzutem molestowania seksualnego Maren Haugli.
Dwukrotnie żonaty, obie jego małżonki – Leah Poulos i Marianne Timmer (był jej trenerem) – również były medalistkami olimpijskimi.

### Mistrzostwa świata
- Mistrzostwa świata w wieloboju sprinterskim
  - srebro – 1977
  - brąz – 1976